# Yukon Arctic Ultra
La Yukon Arctic Ultra est une série de courses sur plusieurs jours sans escale qui se déroulent simultanément à Whitehorse, au Yukon, au début de février. 
Le marathon et les courses de 100/300/430 milles (161/483/692 kilomètres) suivent le parcours de la Yukon Quest. Les courses les plus longues se déclinent en trois disciplines : le VTT, le ski de randonnée ou la course à pied. 
La course est présentée comme l’ultra ultramarathon le plus difficile au monde, durant lequel les températures peuvent atteindre moins 50 degrés, plus le refroidissement éolien. La course a été fondée en 2003 et se tient chaque année (sauf en 2010). 
La course se déroule en autonomie complète. Bien que les organisateurs fournissent des guides de sentier, il existe un risque réel d'engelure, d’amputation, et d'hypothermie,. 